# Єжи Ветулані
Єжи Адам Грацян Ветулані (21 січня 1936 року — 6 квітня 2017 року) — польський невролог, фармаколог та біохімік, професор природничих наук, член Польської академії наук та Польської академії навчання, один з найбільш цитованих польських учених у галузі біомедицини після 1965 р.

## Біографія

### 1936—1952: Ранні роки та повстання

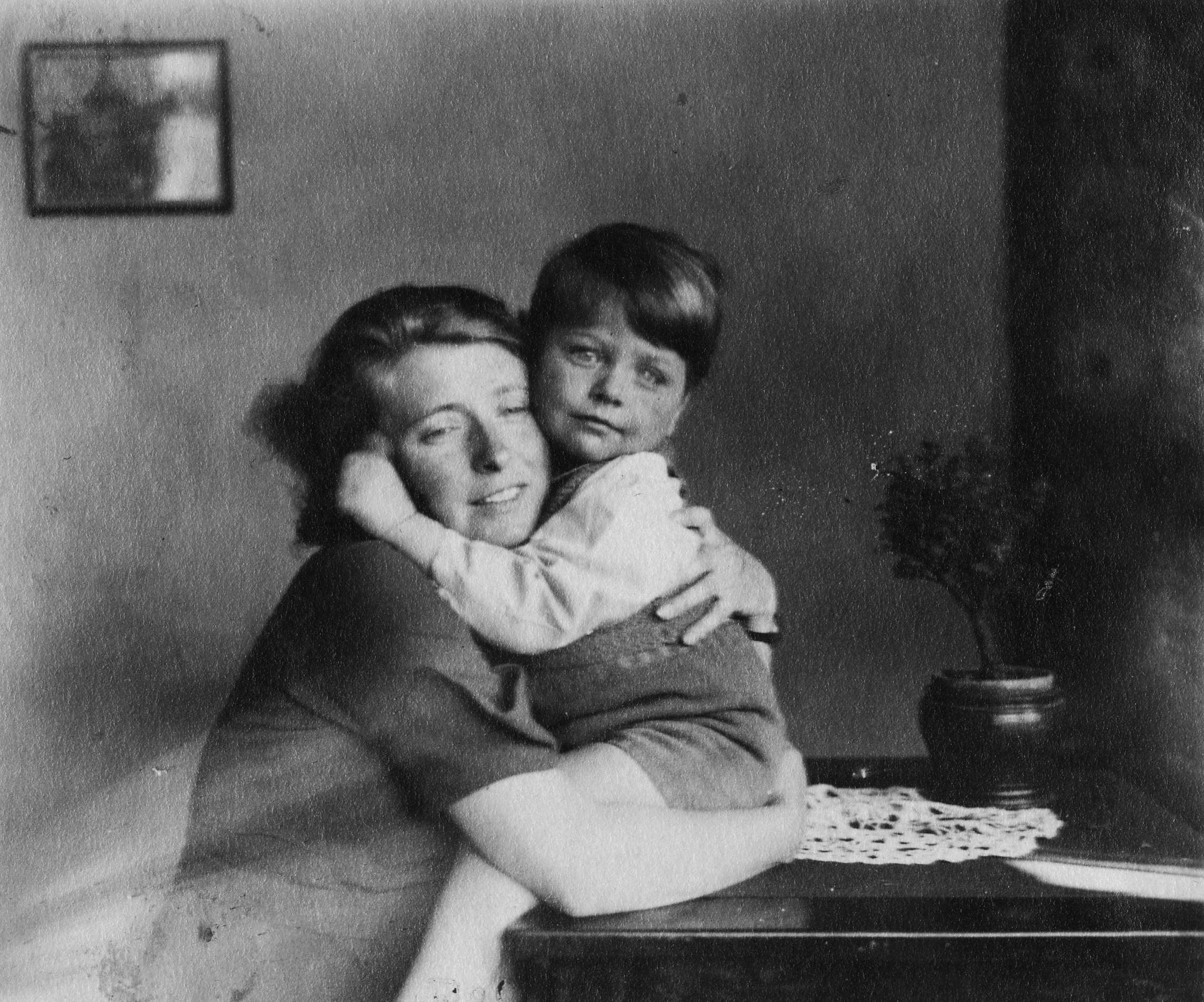
Єжи з матір'ю Іреною Латиник-Ветулані, 1938 рік

Він народився 21 січня 1936 року в приватній гінекологічній лікарні на вулиці Гарнкарська в Кракові, в родині Адама Ветулані, професора та завідувача кафедри церковного права Ягеллонського університету, та Ірени Латинік, біолога і дочки генерала Польської армії Франциска Латиніка. У 1938 році народився його молодший брат Ян. Сім'я зайняла квартиру на першому поверсі будинку професорів Ягеллонського університету на Плаці Інвалідов, найнявши служницю, кухарку та Ольгу Руттер, виховательку дітей.
Коли в вересні 1939 р. нацистська Німеччина вторглася до Польщі, Адам Ветулані взяв участь у оборонній війні. Зі своїм підрозділом він поїхав до Румунії, а потім до Франції, де також воював на фронті. Зрештою він був інтернований у Швейцарії, де решту війни провів в організації таборів для польських солдатів.
Після вступу німецької армії до Кракова Ірені Ветулані та її синам довелося покинути квартиру. Їм було дано сорок вісім годин на пересування з можливістю зберігання рухомого майна.  Вони переїхали до приміщення на вулиці Гарнкарська, 4, де їм надала притулок Юзефа Оніч, дружина генерала Зигмунта Зеліньського. Завдяки знанням німецької мови Ірена взяла на себе роботу перекладача в духовній монополії. Єжи та Ян залишились у роки війни під опікою матері, яка виховувала обох синів «у патріотичному почутті честі».  Щонеділі вдома була «таємниця», і родина співала польською релігійні пісні  У дитинстві Єжи був віруючим хлопчиком; він навіть служив у базиліці Св. Марії.
Ветулані згадував військові роки як сповнені захоплюючої активності та вивчення навколишнього світу. Разом зі своїм молодшим братом та другом із кам'яниці Анджеєм Міроцьким вони заснували клуб збирачів комах. Найефектнішою та найціннішою частиною своєї колекції вони визнали різноманітну колекцію метеликів.
Освіту Єжи розпочав у 1942 р. І одразу вступив до другого класу секретних наборів під керівництвом місіс Івічова, оскільки він уже вмів читати і писати. З 1948 року відвідував середню школу імені Генріка Сенкевича в Кракові, а потім, після його ліквідації, середню школу імені Бартломея Новодворського, де він отримав сертифікат з відзнакою за найкращих учнів.
Вже будучи підлітком, Ветулані повністю відійшов від релігії. Він змалку називав себе «повстанцем, який багато чого робив, незважаючи на батьків». У дванадцять років він вступив до Союзу польської молоді . Його було вилучено з організації в результаті друкарської помилки в статті шкільної газети. Він належав до Революційного союзу молоді формування ідеалістичних комуністів, які прагнули до реформи польської комуністичної системи, яку вони вважали неповноцінною.
Асоційований з Інститутом фармакології Польської академії наук у Кракові, в якому Ветулані був професором, завідувачем кафедри біохімії (1976—2006), заступником директора з питань науки (1994—2002) та заступником голови наукової Ради (2003—2017) опублікував понад 240 оригінальних наукових робіт. Вперше отримав визнання за ранню гіпотезу про механізм дії антидепресантів, припустивши в 1975 р. із Фрідоліном Сульсером, що зниження регуляції бета- адренергічних рецепторів відповідає за їх вплив. На той час Ветулані був доцентом-дослідником Університету Вандербільта (1973—1975). У 1983 році він отримав премію Анни-Моніки за дослідження механізмів електросудомної терапії. Крім депресії, його наукові інтереси включали пам'ять, наркоманію та нейродегенерацію .
Він брав активну участь у науково-популярній галузі та став впізнаваним науковим комунікатором у Польщі. Він очолював науково-популярний журнал « Wszechświat» як його головний редактор (1981—2002)
У Польській Народній Республіці він брав активну участь у демократичній опозиції, став членом « Солідарності» у 1980 році. Проголосивши себе атеїстом, він протягом декількох десятиліть підтримував зв'язок з Папою Римським Іваном Павлом ІІ. У 2002 році він безуспішно балотувався в мери Кракова . Протягом свого життя він брав участь у кількох культурних та соціальних ініціативах.
Він публічно виступав за легалізацію марихуани та широку депеналізацію наркотиків для дорослих споживачів, різко критикуючи репресивну політику щодо наркотиків Польщі та інших країн.
Почесний співробітник Індійської академії нейронаук та Оксфордського неврологічного товариства, почесний доктор Медичного університету Сілезії та Медичного університету Лодзі, він отримав численні нагороди та державні відзнаки, зокрема Лицарський хрест Полонії Реститути .

### 1952—1973: студії, кабаре, Інститут фармакології

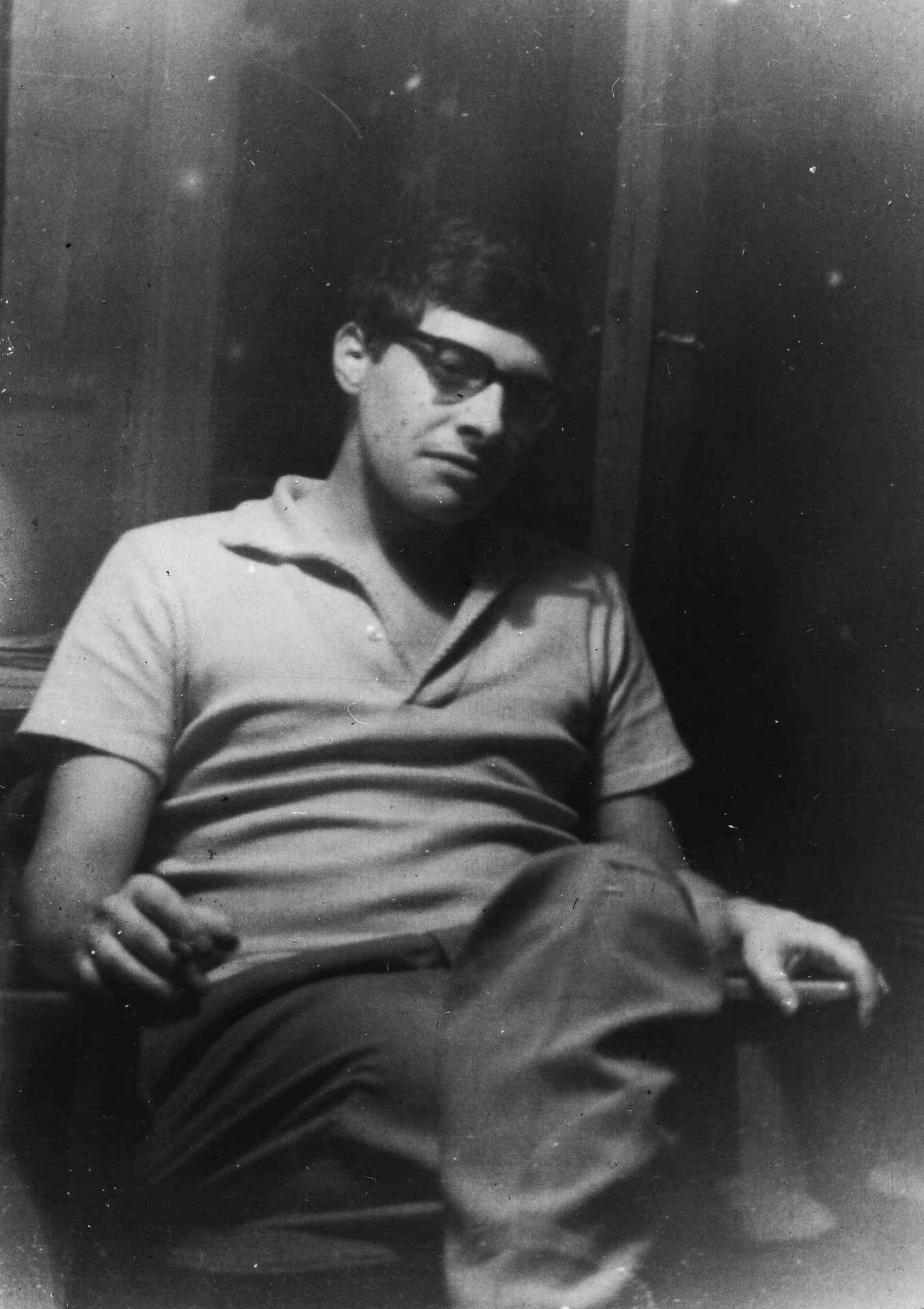
Ветулані в 1960-х

У 1952 р. він розпочав навчання з біології в Ягеллонському університеті (спеціалізація з фізіології тварин)Захистив дисертацію про вплив аскорбінової кислоти на кров кроликів. У березні 1956 року він розпочав стажування волонтером у Відділі фармакології Польської академії наук (згодом перейменованому в Інститут фармакології), де працює з тих пір до кінця свого життя. Тоді Януш Супнєвський очолював Департамент. У 1957 році, після здобуття ступеня магістра, Ветулані прийняли на роботу асистентом.
Пізніше, також в Ягеллонському університеті, він вивчав хімію (спеціалізувався на теоретичній хімії). Закінчив у 1963 р.
Він був одним із засновників та постійних постійних гравців кабаре. У середині 50-х років він разом із групою друзів: Едмундом Ярошем, Броніславом Хромі та Лалою Сонпською брав участь у знесенні підвалу в Палаці Під Баранамі, який незабаром став приміщенням для кабаре. Саме в Півниці він познайомився зі своєю майбутньою дружиною Марією Пайонк, зовнішній вигляд якої тоді порівняв із появою Марини Владі. Вони одружилися 8 липня 1963 року. Незабаром народилися їхні сини Марек та Томаш, відповідно в 1964 та 1965 роках. У них також є четверо онуків. Ветулані зізнався, що «це було добре, бо» це навчило його говорити коротко, цікаво і швидко ". У 1972 році він був науковим консультантом фільму « Ілюмінація» режисера Кшиштофа Зануссі.
Після смерті брата, який потонув під час каное на річці Дунаєць у 1965 році, він мобілізувався, щоб розпочати роботу над дисертацією. Він здобув ступінь доктора філософії, ступінь доктора природничих наук в 1966 році в Інституті імунології та експериментальної терапії. У тому ж році поїхав до Великої Британії на один рік стипендії Рікера. У Великій Британії працював над освоєнням спектрофлуориметричних методів в Кембриджському університеті під керівництвом Арнольда Бургена. Під час перебування в Кембриджі він зустрів Божену Пухальську та Юліуша Хібнера.
Після повернення до Польщі розпочав роботу в галузі психофармакології під керівництвом Єжи Мая.

### 1973—1989: На орбіті світової науки. Опозиція
Після подання дисертації він майже на два роки виїхав до США. Там працював з 1973 по 1975 рік доцентом-дослідником в Університеті Вандербільта. Він отримав міжнародне визнання після відкриття у 1975 р. Фрідоліном Сульсером регулювання β-зниження шляхом хронічного введення антидепресантів та формулювання гіпотези β-зниження регуляції як механізму дії антидепресантів.
Після смерті матері він із сім'єю вирішив повернутися до Польщі. Ветулані працював доцентом у 1983 році та професором у 1989 році. У 1976 році він був призначений керівником кафедри біохімії Інституту фармакології ім. 
У 1970-х роках він переклав кілька оповідань Урсули ле Гін для журналу Przekrój . У Пшекрою він також публікував короткі статті про своє перебування в США. Ще в 1960-х роках його давній головний редактор Маріан Ейль запропонував йому регулярно працювати в Пшекрою, але відмовився через відсутність можливості поєднати наукову кар'єру з постійною роботою колумніста в тижневику.
З 1980 року — активіст руху "Солідарність " Ветулані був членом Комітету з питань солідарності при Відділі та відділеннях Польської академії наук у Кракові та був 56-м членом Координаційної комісії з питань науки. У 1987—1989 рр. — член Правління «Солідарності» Малопольської області, наприкінці цього періоду, з 1989—1990 рр. — член Президії Ради. В основному він займався питаннями програмування та консультував органи влади регіону.

### 1989—2006: Пізня кар'єра та соціальна активність
Ветулані був членом Комітету громадян солідарності (1989—1990) та Краківського клубу солідарності (1994—1995).
У 1999—2001 рр. — президент Польського товариства нейронаук.
У 1991 році був призначений членом-кореспондентом Польської академії навчання . Дійсним членом був призначений у 1996 році. Він регулярно проводив засідання Наукового кафе при Польській академії навчання на вулиці Славковській, 17. Був членом ради Краківського товариства друзів образотворчого мистецтва (2001—2017) та членом глави премії «Лавр Краківської» (також 2001—2017). Ветулоані також був членом правління Товариства сприяння та просування науки та членом Варшавського наукового товариства та Європейського союзу мозку Дани (EDAB). У 2002 році був призначений заступником голови Наукової ради Інституту фармакології Польської академії наук.
У 2002 році він був членом-засновником Асоціації «Форум для Малопольщини» і безуспішно балотувався в мери міста Кракова, набравши 2375 голосів (1,19 %) у першому турі виборів.
У 2008 році був обраний членом-кореспондентом Польської академії наук . Протягом багатьох років він обіймав різні посади в структурах Академії. Був секретарем Комітету фізіологічних наук (1978—1981), головою Комітету з нейробіології (2007—2011), членом Наукової ради Інституту експериментальної біології (1993—2007) та Інституту експериментальних та біологічних досліджень (2003—2007) Польської академії наук.

### 2006—2017: Назустріч популярній науці

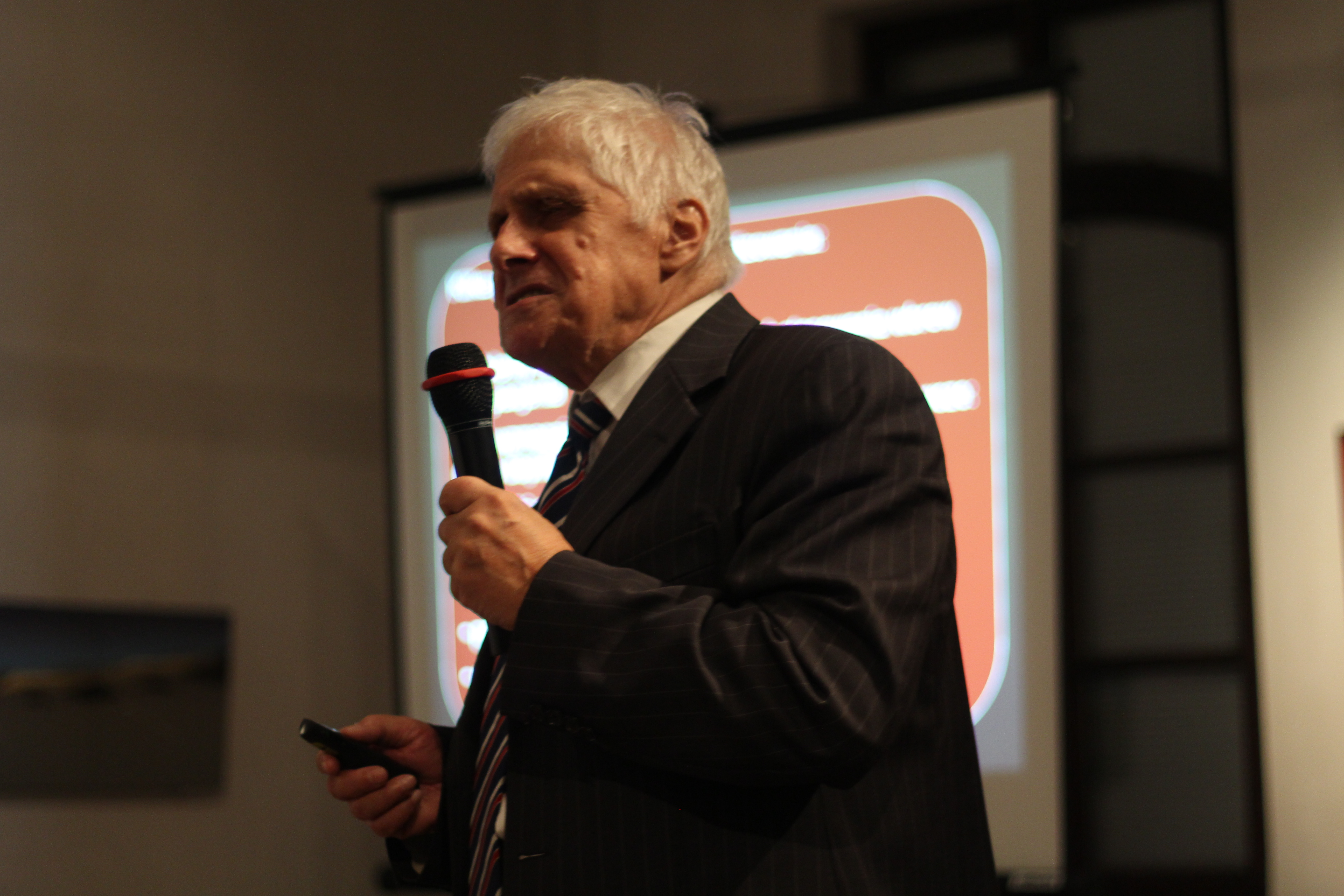
Ветулані читає лекцію, 2013 рік

У 2006 році Ветулані залишив посаду завідувача відділу біохімії Інституту фармакології Польської академії наук і значною мірою присвятив себе науково-популярній науці. У цій галузі він був активним вже в 1960-х роках, коли публікував короткі тексти у Чехії, як правило, підписуючи статті на своє ім'я чи псевдонім Й. Латіні. Після 2000 року він став відомим завдяки науково-популярним лекціям, які зосереджувались на темах, пов'язаних з функціонуванням людського мозку та взаємозв'язку між неврологією та різними соціальними та культурними аспектами. У 1999 році він викладав під час Краківських днів мозку, а з 2000 року щороку виступав на Краківському тижні мозку, організованому в рамках Всесвітнього тижня інформування про мозок.
З червня 2010 року публікував статті про відкриття в галузі неврології та психофармакології,.
У 2000-х він регулярно читав лекції в кількох коледжах Кракова. Він був професором Малопольської вищої професійної школи Й. Дітла в Кракові, де викладав уроки косметології та дієтології (нейробіологічний аспект) та Медичної школи англійської мови в Ягеллонському університеті Collegium Medicum .

### Аварія та смерть
2 березня 2017 року ввечері Ветулані, якому було 81 рік, на пішохідному переході збив автомобіль, чоловік отримав серйозні поранення. Ветулані йшов додому зі свого звичайного місця роботи — Інституту фармакології Польської академії наук, їдучи маршрутом, який він дуже добре знав. Безпосередньо після аварії його ввели у фармакологічну кому, а його стан визначили важким, але стабільним. Він знаходився на лікуванні в Центрі аварійно-рятувальних заходів у Шпіталі Університецький (Університетська лікарня) у Кракові, під наглядом команди професора Єжи Вордлічека .
Однак стан здоров'я Ветулані не покращився, і він помер у лікарні 6 квітня 2017 р. Похований 18 квітня 2017 року на кладовищі Раковіцьких у Кракові.

## Твори

### Оригінальні наукові праці
- Vetulani J, Sulser F (1975). Action of various antidepressant treatments reduces reactivity of noradrenergic cyclic AMP-generating system in limbic forebrain. Nature (вид. 5526). 257 (5526): 495—6. Bibcode:1975Natur.257..495V. doi:10.1038/257495a0. PMID 170534.
- Vetulani J, Bednarczyk B (1977). Depression by clonidine of shaking behaviour elicited by nalorphine in morphine-dependent rats. Journal of Pharmacy and Pharmacology (вид. 1). 29 (9): 567—9. doi:10.1111/j.2042-7158.1977.tb11401.x. PMID 21267.
- Nalepa I, Vetulani J (1991). Involvement of Protein Kinase C in the Mechanism of in Vitro Effects of Imipramine on Generation of Second Messengers by Noradrenaline in Cerebral Cortical Slices of the Rat Neuroscience. Neuroscience (вид. 3). 44 (3): 585—90. doi:10.1016/0306-4522(91)90079-4. PMID 1661384.
- Vetulani J, Antkiewicz-Michaluk L, Nalepa I, Sansone M (2003). A Possible Physiological Role for Cerebral Tetrahydroisoquinolines. Neurotoxicity Research (вид. 1). 5 (1–2): 147—155. doi:10.1007/BF03033379. PMID 12832229.

### Монографії та буклети
- 1964: Półprzewodniki organznezne (співавтори: Кшиштоф Пігонь, Казімєж Гуміньскі, Wydawnictwa Naukowo-Techniczne)
- 1996: Teoria a praktyka leczenia depresji (редактор, видавництво Ягеллонського університету Collegium Medicum)
- 2006: Наркотики без дидактики (безкоштовний додаток до тижневика " Політика ")
- 2012: Farmakoterapia depresji — współczesne podstawy teoretyczne i doświadczenia kliniczne (редактор, разом з Янушем Хайцманом, видавець Termedia)

### Науково-популярні книги
- 1985: Dzień dzisiejszy i jutro нейробіологія (Ossolineum)
- 1993: Jak usprawnić pamięć (Wydawnictwo Platan): Книга перевидавалася двічі (у 1995 та 1998 роках). Славомір Загорський, журналіст Gazeta Wyborcza, у огляді книги назвав її перевертачем сторінок. Малгожата Чартошевська з журналу cieycie Warszawy вказала на його «корисність та універсальність».[14][15]

- 2010: Mózg: fascynacje, problemy, tajemnice (Wydawnictwo Homini, під редакцією Кшиштофа Белавського) — Краківська премія «Книга місяця» (січень 2011)
- 2011: Piękno нейробіологія (Wydawnictwo Homini): Книга вийшла як продовження Mózg: fascynacje, problemsy, tajemnice і містить переважно коментарі та інтерв'ю, що розповсюджуються у ЗМІ; окрім наукових предметів, є біографії автора. Назва взята як з блогу Vetulani, так і з інтерв'ю, проведеного Марією де Ернандес Палух для щомісячника Kraków.
- 2015: Без обмежень. Jak rządzi nami mózg (з Марією Мазурек, PWN)
- 2016: Конопіач (з Марією Мазурек, PWN)
- 2017: Sen Alicji, czyli jak działa mózg (разом із Марією Мазурек, видавництво WAM, посмертне видання): Книга для дітей, нагороджена премією «Мудра книга року» за найкращу науково-популярну книгу 2017 року у двох категоріях: нагорода від академічної спільноти Ягеллонського університету та Фонду Евкліда за розвиток науки та нагорода аудиторії в Інтернеті.
- 2018: Неороеротика. Rozmowy o seksie i nie tylko (з Марією Мазурек, Znak, посмертне видання)

### Інтерв'ю
- 2017: Ćwiczenia duszy, rozciąganie mózgu (у розмові з католицьким священиком Гжегожем Стшельчиком, редактор — Міхал Єнджеєк, опублікував Znak)

### Переклади
- 2010: Карлтон К. Еріксон, Наука про залежність: від нейробіології до лікування (польський переклад опубліковано Wydawnictwo Uniwersytetu Warszawskiego)

## Нагороди та відзнаки (вибір)
- Нагороди вченого секретаря Польської академії наук (команда, 1972, 1977);
- Нагороди медичного факультету Польської академії наук (як керівник групи, 1982, 1986, 1992);
- Золотий знак Польського товариства натуралістів імені Коперника (1986);
- Міжнародна премія імені Анни-Моніки (2 клас, 1983);
- Золотий знак Польського товариства натуралістів імені Коперника (1986);
- Золотий хрест за заслуги (1990);
- Наукова премія імені Миколи Коперника (1996);;
- Премія Єжи Конорського (2001);
- Премія Прем'єр-міністра Польщі за всі його наукові досягнення (2003);
- Лицарський хрест Polonia Restituta (2004);
- Диплом з відзнакою в Медичному університеті Сілезії (2004);
- Медаль Єнджея Снядецького за дослідження в галузі психофармакології (2006);
- Диплом з відзнакою в Лодзькому медичному університеті (2008);
- Нагрудний знак «Почесна грація» від мера Королівської столиці Кракова (2009);
- Краківська книга місяця (січень 2011 р.);
- Нагорода Збишека Тілле від Польської мережі з питань наркотиків «за безкомпромісну підтримку з його науковим авторитетом за зусилля, спрямовані на гуманізацію польської політики щодо наркотиків»(2011);
- Раціоналіст року від Польського товариства раціоналістів (2012);
- Спеціальна премія за конкурс «Науковий популяризатор», організованийМіністерством науки та вищої освіти за всю його популярну роботу; в обґрунтуванні зазначалося, що вчений «доводить до читача не тільки останні висновки неврологів, але й соціально важливі висновки цих досліджень» (2012);
- Gazeta Krakowska Людина року (2014);
- Медаль за довге подружнє життя (2014);
- Премія імені старости Горлиць (2016);
- Почесний член Оксфордського неврологічного товариства (2017)